# 杉田雷麟
杉田 雷麟（すぎた らいる、2002年12月10日 - ）は、日本の俳優。栃木県出身。アレ所属。

## 来歴・人物
杉田雷麟は本名である。中学時代はプロサッカー選手を目指していたが、高校進学を考えた時期に、この先（自分のレベルでは）サッカーで身を立てることは難しいと思い、進路変更をする。サッカー選手の他に警察官への憧れもあったが、俳優になればそれらを演じることで夢が叶うと考え、14歳で芸能事務所（現所属事務所）のオーディションを受ける。
2017年8月に救急絆創膏『ケアリーヴ』（ニチバン）のシネアド「母と娘、恋の味方」篇で男子中学生を演じデビュー。
2018年9月21日放送のテレビ東京開局55周年特別企画ドラマスペシャル『Aではない君と』の子役オーディションで、主演の佐藤浩市が演じる吉永圭一の息子・青葉翼役に抜擢される。佐藤と初対面の際に「この世界で食ってくのか？」と問われ、杉田は「はい」と即答した。潔い態度が気に入られ、佐藤から「俺と関わる場面ならお前が納得行くまで何度でも付き合ってやる」と言葉を掛けられた。ドラマを終え、役者を続けていく気持ちが一層強くなった。
2019年に映画『半世界』の演技が評価され、第41回ヨコハマ映画祭最優秀新人賞、第34回高崎映画祭最優秀新進俳優賞を受賞する。
2022年4月に笹谷遼平監督映画『山歌』で主演した。
特技はサッカー。4歳のころから続けている。他に、11歳のころからボクシングを習っている。趣味に読書を挙げている。その他、親の影響でガンダムと洋画が好きであるという。
憧れの俳優に椎名桔平を挙げる。映画『教誨師』で大杉漣が演じた教誨師・佐伯の少年時代を演じた。大杉とは同映画の試写で初対面した。大杉の「脇でも主役でもどっちでも大丈夫って気概がないといけない」の発言に感銘を受ける。自分らしく演じ、残せるような俳優になりたいと気づかされ、俳優として大きな転機になったという。

## 出演

### テレビドラマ
- イノセント・デイズ（2018年3月18日 - 4月22日、WOWOW）- 佐々木慎一〈中学時代〉 役
- Aではない君と（2018年9月21日、テレビ東京）- 青葉翼 役[9]
- 絶対正義 最終話（2019年3月24日、東海テレビ・フジテレビ）
- 名探偵・明智小五郎 第1夜 SHADOW〜警察データベース流出!! 犯罪者連続殺人（2019年3月30日、テレビ朝日）
- ラジエーションハウス〜放射線科の診断レポート〜 第2話（2019年4月15日、フジテレビ）- 甘春久志 役（スチール）
- シロでもクロでもない世界で、パンダは笑う。 第4話（2020年2月2日、読売テレビ・日本テレビ）- 宮本翔太 役
- 連続テレビ小説 エール 第17週（2020年10月5日 - 9日、NHK）- 風間寛大 役
- ここは今から倫理です。（2021年1月16日 - 3月13日、NHK総合）- 田村創 役[10]
- 鎌倉殿の13人（2022年9月11日、NHK総合）- 畠山重保 役
- NHKスペシャル“宗教２世”を生きる ドラマ編「神の子はつぶやく」（2023年11月3日、NHK総合）- 小宮義也 役[11]
- 痛ぶる恋の、ようなもの（2024年3月8日 - 29日、テレビ東京）- 赤澤勇貴 役[12]
- TRUE COLORS 第3話 - （2025年1月19日 -、NHK BSプレミアム4K・NHK BS） -松浦晶太郎（高校時代）役[13]
- 19番目のカルテ 第1話 - 第2話（2025年7月13日・27日、TBS） - 岡崎拓 役[14]
- NHKスペシャル終戦80年ドラマ『シミュレーション～昭和16年夏の敗戦～』（2025年8月16日・17日、NHK総合） - 宇治田英二 役[15]

### 映画
- 教誨師（2018年10月6日、マーメイドフィルム/コピアポア・フィルム、監督：佐向大） - 佐伯保〈少年時代〉 役[16]
- そらのレストラン（2019年1月25日、東京テアトル、監督：深川栄洋） - 石村大地 役
- 半世界（2019年2月15日、キノフィルムズ、監督：阪本順治） - 高村明 役[17]
- 長いお別れ（2019年5月31日、アスミック・エース、監督：中野量太） - 今村崇 役[18]
- 子どもたちをよろしく（2020年2月29日、太秦、監督：隅田靖） - 赤沢稔 役[19]
- 罪の声（2020年10月30日、東宝、監督：土井裕泰） - 生島聡一郎（中学生時代） 役
- 孤狼の血 LEVEL2（2021年8月20日、東映、監督：白石和彌） - 柳島 役
- 山歌（2022年4月22日、マジックアワー、監督：笹谷遼平） - 主演・則夫 役[20]
- 福田村事件（2023年9月1日、太秦、監督：森達也） - 藤岡敬一 役[21]
- 青春ジャック 止められるか、俺たちを2（2024年3月15日、若松プロダクション、監督：井上淳一） - 井上淳一 役[22]
- プロミスト・ランド（2024年6月29日、マジックアワー / リトルモア、監督：飯島将史） - 主演・信行 役（寛一郎とダブル主演）[23][24]
- あるいは、ユートピア（2024年11月16日、レプロエンタテインメント、金允洙監督）[25]
- ミッシング・チャイルド・ビデオテープ（2025年1月24日、KADOKAWA、監督：近藤亮太） - 主演・兒玉敬太 役[26][27]
- 逃走（2025年3月15日、太秦、監督：足立正生） - 桐島聡（青年時代） 役[28]

### 舞台
- 多重露光（2023年10月6日 - 22日、日本青年館ホール） - 実 役（小澤竜心とダブルキャスト）[29]

### CM
- ニチバン ケアリーヴ『母と娘、恋の味方』篇（2017年） - 男子中学生 役[4] ※映画館CM
- 出光「NEXT IDEMITSU!父の仕事」篇（2018年）
- 明治 R-1 全国高校サッカー選手権大会応援CM『あきらめなかった先にある、未来へ。』（2018年）
- NTTドコモ『あの恋をもう一度』（2022年3月）

### 配信ドラマ
- ガンニバル（2022年12月28日、Disney+） - 後藤洋介 役[30]
  - ガンニバル シーズン2（2025年3月19日 - 4月23日、Disney+ Star）[31]
- 行方不明展 特別配信映像『正体不明』（2024年8月9日、PIA LIVE STREAM） - 主演（森岡龍のダブル主演）[32]